# 角田泰隆
角田 泰隆（つのだ たいりゅう、1957年 - ）は、日本の仏教学者・曹洞宗の僧侶（長野県伊那市常圓寺住職）。駒澤大学教授。
長野県・伊那市生まれ。駒澤大学大学院修士課程修了。大本山永平寺安居。曹洞宗宗学研究所所員、主任。駒澤短期大学仏教科講師、助教授、教授。駒澤大学仏教学部禅学科教授。博士（文学）。

## 著書
- 『道元入門』大蔵出版 1999
- 『禅のすすめ 道元のことば』日本放送出版協会 NHKライブラリー 2003
- 『坐禅ひとすじ 永平寺の礎をつくった禅僧たち』角川ソフィア文庫 2008
- 『道元のことば 「正法眼蔵随聞記」にきく』日本放送出版協会 2008　NHKこころの時代
- 『Zen道元の生き方 「正法眼蔵随聞記」から』日本放送出版協会 2009
- 『道元禅師の思想的研究』春秋社 2015
- 『道元と生きる　正法眼蔵随聞記』角川ソフィア文庫 2023
- 『道元『正法眼蔵』を読む』角川ソフィア文庫 2024

### 共編著
- 『道元思想大系11 思想篇 第5巻　十二巻本『正法眼蔵』と道元禅』（責任編集）同朋舎出版 1995
- 『道元思想大系12-13 思想篇 第6-7巻　道元思想研究各論』（責任編集）同朋舎出版 1995
- 『禅と林檎 = ZEN and Apple スティーブ・ジョブズという生き方』石井清純監修 角田編、ミヤオビパブリッシング 2012

### 監修
- 『知っておきたい曹洞宗 宗派の教えと仏事のいっさいがわかる』日本文芸社 2003　わが家の宗派シリーズ
- 『曹洞宗 この一冊であなたの家の宗教がよくわかる! 大きな活字でわかりやすい!』日東書院本社 2009　わが家の仏教・仏事としきたり

### 翻訳
- 『道元禅師全集 原文対照現代語訳 第14巻　語録』 伊藤秀憲・石井修道共訳註 春秋社 2007
- 『道元禅師全集 原文対照現代語訳 第17巻　法語・歌頌等』 高橋文二・石井清純共訳注 春秋社 2010

### 論文
- CiNii>角田泰隆
- INBUDS>角田泰隆